# 사매초등학교
사매초등학교는 대한민국 전북특별자치도 남원시 사매면 오신리에 있는 공립 초등학교이다.

## 학교 연혁
- 1921년 7월 7일 사매공립보통학교 개교
- 1938년 4월 1일 사매공립심상소학교로 개칭[1]
- 1941년 4월 1일 사매공립국민학교로 개칭[2]
- 1993년 3월 1일 대정분교장 통폐합
- 1996년 3월 1일 사매초등학교로 개명[3]
- 1997년 9월 1일 인화초등학교 통폐합
- 2020년 2월 6일 제96회 5명 졸업(총 4,586명)
- 2020년 3월 2일 6학급 편성(학생수 총 31명)
- 2021년 1월 20일 제97회 6명 졸업 (총 4,592명)
- 2021년 3월 2일 6학급 편성(학생수 총 34명)

## 참고 자료
- 사매초등학교 - 한국교육학술정보원 학교알리미